# 河原ビューティモード専門学校
河原ビューティモード専門学校（かわはらビューティモードせんもんがっこう）は、学校法人河原学園が運営している愛媛県の理美容専門学校。

## 所在地
- 愛媛県松山市一番町1丁目1-1

## 設置学科
- 美容学科（2年制）
- 理容学科（2年制）
- トータルビューティ学科
  - トータルビューティコース（2年制）
  - エステティックコース（2年制）

## 沿革
- 2007年 - 国際トータルビューティカレッジ 開校。
- 2011年 - 河原ビューティモード専門学校に改称。
- 2014年3月 - 文部科学大臣より『職業実践専門課程』に認定される。

## 主な資格取得
- 美容師国家資格
- City&Guilds Assured Programme Module2（City&Guilds）
- 理容師国家資格
- AJESTHE認定エステティシャン（一般社団法人 日本エステティック協会）
- AJESTHE認定上級エステティシャン（一般社団法人 日本エステティック協会）
- AEA認定エステティシャン資格（一般社団法人 日本エステティック業協会）
- メイクアップ技術検定（一般社団法人JMA）
- 日本化粧品検定（一般社団法人日本化粧品検定協会）
- アロマテラピー検定（公益社団法人 日本アロマ環境協会）
- ネイリスト技能検定（公益財団法人 日本ネイリスト検定試験センター）
- ジェルネイル技能検定（NPO法人 日本ネイリスト協会）
- アロマパルファン検定（一般社団法人 日本アロマパルファンヌ協会）

## 周辺
- ネストホテル松山
- 愛媛県立松山商業高等学校
- 松山三越
- 坂の上の雲ミュージアム
- 萬翠荘

## アクセス
- 鉄道
  - 伊予鉄道「勝山町」駅から徒歩で約3分。